# Coenobius cuneoscutis
Coenobius cuneoscutis es una especie de  coleóptero de la familia Chrysomelidae.
Fue descrita científicamente en 1989 por Medvedev.